# Матхура
Ма́тхура (хинди मथुरा) или Му́ттра — город в Индии, примерно в 50 км к северу от Агры и к югу от Дели. Административный центр одноимённого округа. В древнее время город стоял на перекрёстке важнейших караванных путей и занимал центральное место в экономической жизни Индии.

## История
В VI веке до н. э. Матхура была столицей царства Шурасена, одного из т.н. Махаджанапад.
Позже город играл важную роль в Империи Маурьев c IV по II века до н. э., и последующей династии Шунга II века до н. э.. Позже он вошёл в Индо-греческое царство между 180 до н. э. и 100 до н. э.. На короткое время город снова стал управляться индийскими царями, но потом его заняли индо-скифы (I век до н. э.).
По археологическим свидетельствам, в городе Матхура была мощная джайнская община.
Матхура была одной из столиц Кушанской империи в III веке. Во времена Империи Гупта (IV—VI век) в Матхуре создавались скульптуры из розового песчаника, отличавшиеся особенно тонким, изысканным художественным исполнением. Музеи города хранят большую коллекцию буддийской скульптуры.
В 401 году через Матхуру проходил Фасянь. На берегах реки Пуна (蒱那河) — Джамна располагалось 20 монастырей, где проживало 3000 монахов. Отсюда, по мнению Фасяня начиталась Срединная Страна — Мадхьядеша, единственное место, где являются будды. Фасянь описывает свободу передвижения земледельцев, мягкость наказаний, неведомую в Китае. Фасянь описывает чжаньтуло (旃荼羅) — «чандалов», недобрых людей, живущих обособленно. Только они едят мясо, рыбу, лук, чеснок, охотятся. Остальные жители благочестивы и многие привержены буддизму.
В 634 Сюаньцзан посетил город Матхура по пути к буддийским монастырям.
Матхура почитается как один из священных городов индуизма, потому что, по преданию, там родился Кришна. Ныне на месте рождения Кришны в Матхуре находится храм Кешава Дев. По легенде, первый храм на этом месте был построен около 5000 лет назад царем Ваджранабхой, правнуком Кришны, и перестроен царем Чандрагуптой. Около 1100 года храм был разрушен мусульманским завоевателем Махмудом Газни, но восстановлен в 1150 году. Чайтанья, следуя во Вриндаван, посетил именно этот храм. В 1669 году Аурангзеб разрушил храм и построил на его месте и из его материалов мечеть. В нынешнем виде храм был восстановлен в 1956 году.

## Некоторые достопримечательности
Напротив главного почтамта находится холм Ранга Бхуми, на котором, по легенде, Кришна убил Камсу. Недалеко от холма находится храм Рангешвара Махадев, в котором установлен Шива-лингам, которому некогда поклонялся Камса.
Река Ямуна протекает через город. Вдоль её берега расположены гхаты, места для омовения. Самым важным из них является Вишрама Гхат, место, где совершил омовение Кришна после убийства демонического царя Камсы. Также рассказывается, что Вараха совершил на этом месте омовение после убийства демона Хираньякши. 
Главный фестиваль Матхуры — Кришна-джанмаштами, день «явления» Кришны, который отмечается в конце августа или начале сентября (в 8-й день после полнолуния).

## Искусство Матхуры
- Индо-скифская колонна со львами, I век.
- Якша, I—II века